# Léon Sagy
Léon Sagy né à Apt le 11 avril 1863 et mort dans la même ville le 30 avril 1939 est un céramiste français.
De renommée internationale, il révolutionna sa profession en mettant au point la technique des terres flammées. L'œuvre artistique de ce meilleur ouvrier de France a marqué l'histoire des faïenceries aptésiennes et provençales des XIXe et XXe siècles,.

## Biographie

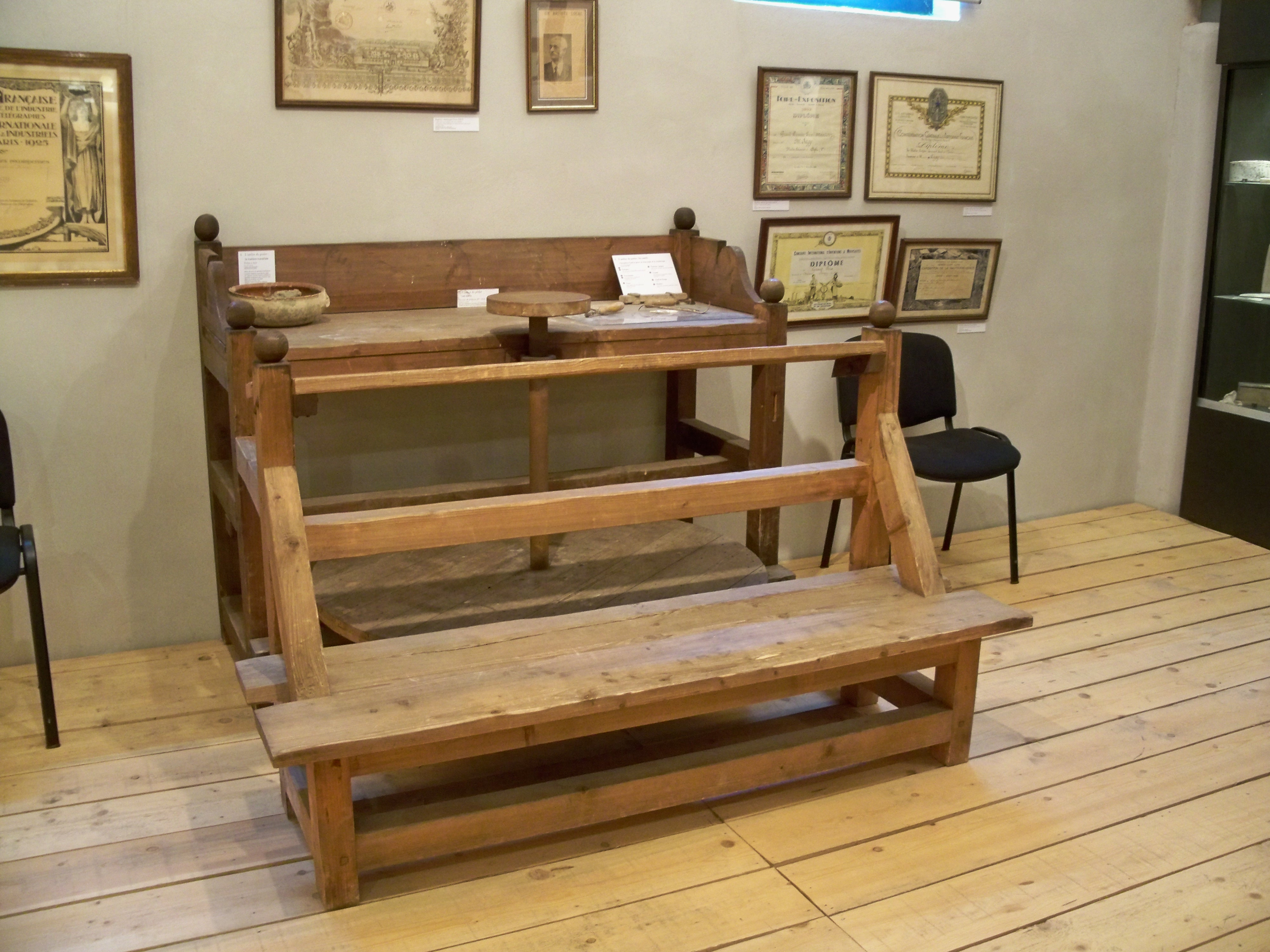
L'établi de Léon Sagy, Apt, musée de l'Aventure industrielle.

Né le 11 avril 1863, son père, céramiste, lui fit faire son apprentissage chez Bernard de La Croix, dans l'une des dernières fabriques industrielles d’Apt. Ce fut chez ce faïencier qui abandonna les formes et les décors traditionnels de la faïence d'Apt, qu'il découvrit l'innovation dans les techniques des arts décoratifs de la fin du XIXe siècle : néo-renaissance, néo-baroque, Art nouveau, japonisme, goût de l'Antique, émaux à l'éponge.
En 1877, il réalisa et vendit son premier vase. Sa formation finie, il entreprit une tournée qui l'amena chez Massier à Vallauris, Pichon à Uzès et Louis Sicard à Aubagne, il refusa de partir pour Rio de Janeiro où Esbérard fils installait une faïencerie. Il créa son propre atelier au quai du faubourg de Bellet, qui porte maintenant son nom, pour développer ses recherches qui lui permirent de mettre au point la technique des terres flammées, caractérisées par leurs motifs jaspés. 
Ce travail d'art inconnu à ce jour, selon sa propre expression, fit sa célébrité. Il lui valut de remporter à Paris le grand prix de l'Exposition internationale des Arts décoratifs et industriels modernes en 1925, et de recevoir le prix du ministère des Beaux-Arts à Digne en 1926. En décembre 1938, il participe à l'exposition artisanale des métiers français au Savoy Palace à Nice où le jury le distingue par un grand prix d'honneur. Dans la même ville, il est obtient le grand prix du concours international des industries et nouveautés en 1939,. Cette récompense lui valut, la même année, d'être reconnu comme premier ouvrier de France.
Il avait été nommé officier de l'Instruction publique en 1934, officier de la légion d'honneur deux ans plus tard, et accueilli comme membre au comité des arts appliqués de Marseille.
Les productions de Léon Sagy sont remarquables par leurs vases et leurs objets décoratifs en terres mêlées, marbrées et flammées. L'exposition qui lui a été consacrée en 2010 au château de La Tour-d'Aigues a présenté les moules provenant de l'atelier du faïencier, ses archives, ainsi que ses outils. Sept de ses créations sont conservées à Sèvres au musée national de Céramique.
Il meurt le 30 avril 1939 d'une embolie alors qu'il travaillait dans son atelier ; son corps ne fut découvert que quelques jours plus tard,.

Œuvres de Léon Sagy
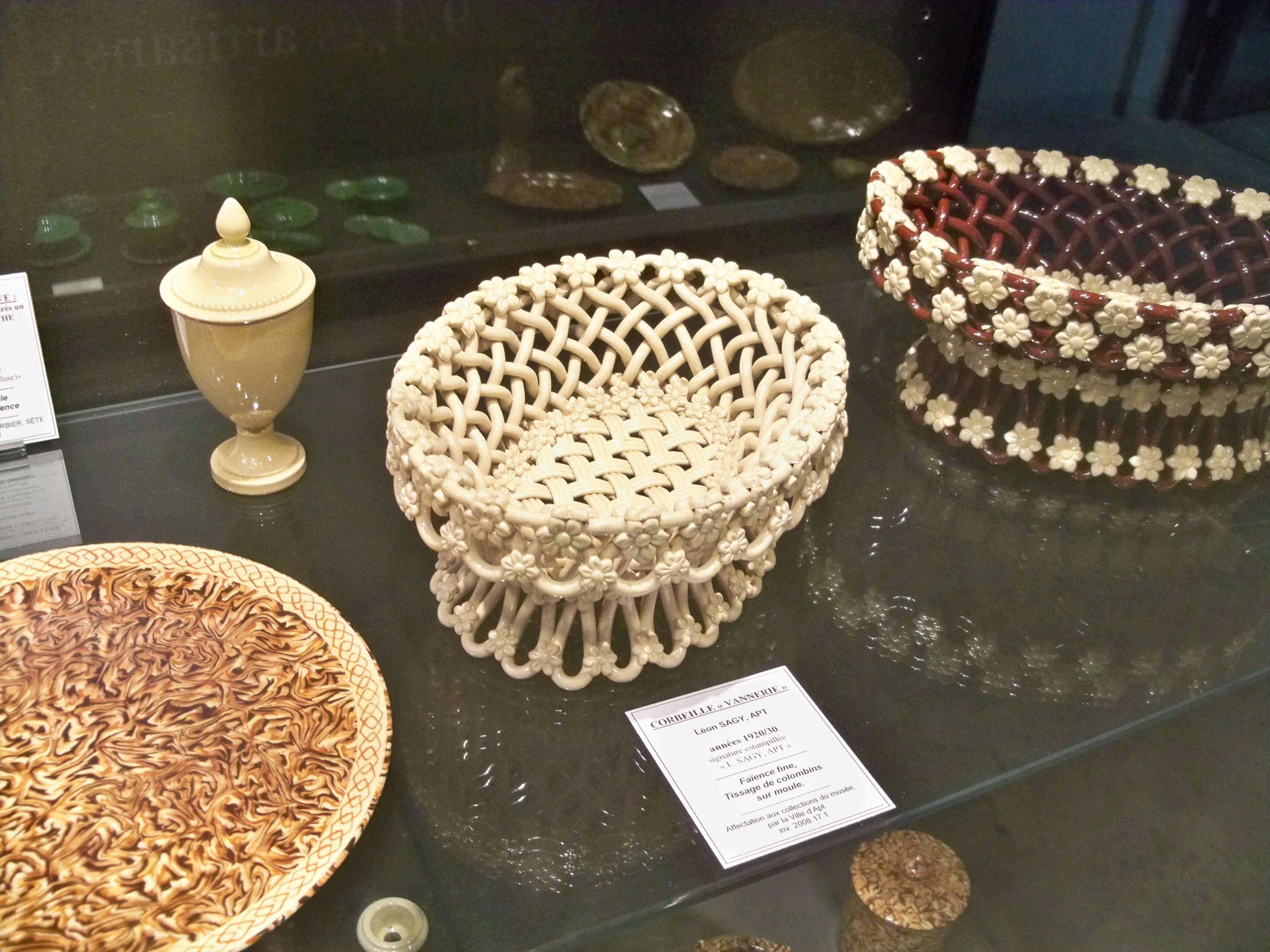
Corbeilles « vannerie » (1920-1930), Apt, musée de l'Aventure industrielle.
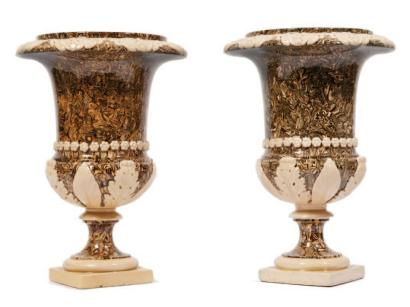
Paire de vases Médicis en terre flammée, localisation inconnue.